# Hollandske euromønter
Hollandske euromønter har to forskellige motiver designet af Bruno Ninaber van Eyben, begge motiver viser portrættet af Dronning Beatrix af Nederlandene. Alle mønterne viser også EUs 12 stjerner samt årstallet for prægningen.
Ligesom i Finland har de fleste nederlandske forretninger besluttet ikke at give 1- og 2 cent mønterne tilbage fra 1. september 2004. Mønterne gæller dog stadig som gyldigt betalingsmiddel. Beløbet rundes af til de nærmeste 5 cent. Beløb der ender med 1, 2, 6 eller 7 cent rundes ned og beløb der ender med 3, 4, 8 eller 9 rundes op. Der afrundes kun på det totale beløb.

## De Nederlandske euromønter
For billeder af fællessiden se euromønter.

## Mønter i cirkulation
| Årstal                                                                           | €0.01       | €0.02       | €0.05       | €0.10       | €0.20      | €0.50      | €1.00      | €2.00       |
| -------------------------------------------------------------------------------- | ----------- | ----------- | ----------- | ----------- | ---------- | ---------- | ---------- | ----------- |
| 1999                                                                             | 47.800.000  | 109.000.000 | 213.000.000 | 149.700.000 | 86.500.000 | 99.600.000 | 63.500.000 | 9.900.000   |
| 2000                                                                             | 276.800.000 | 122.000.000 | 184.200.000 | 156.700.000 | 67.500.000 | 87.000.000 | 62.800.000 | 24.400.000  |
| 2001                                                                             | 179.300.000 | 145.800.000 | 205.900.000 | 193.500.000 | 97.600.000 | 94.500.000 | 67.900.000 | 140.500.000 |
| 2002                                                                             | 800.000     | 53.100.000  | 900.000     | 800.000     | 51.200.000 | 80.900.000 | 20.100.000 | 37.200.000  |
| 2003                                                                             | 58.100.000  | 151.200.000 | 1.400.000   | 1.200.000   | 58.200.000 | 1.200.000  | 1.400.000  | 1.200.000   |
| 2004                                                                             | 113.900.000 | 115.700.000 | 400.000     | 400.000     | 20.500.000 | 300.000    | 300.000    | 300.000     |
| 2005                                                                             | 400.000     | 400.000     | 80.400.000  | 300.000     | 300.000    | 300.000    | 200.000    | 200.000     |
| 2006                                                                             | 200.000     | 200.000     | 60.100.000  | 100.000     | 100.000    | 100.000    | 100.000    | 100.000     |
| 2007                                                                             | 200.000     | 200.000     | 78.600.000  | 200.000     | 200.000    | 200.000    | 100.000    | 100.000     |
| 2008                                                                             | 413.000     | 413.000     | 50.413.000  | 363.000     | 363.000    | 363.000    | 288.000    | 288.000     |
| /// = er ikke blevet præget, ??? = vides ikke, --- = er kun præget som samlersæt |             |             |             |             |            |            |            |             |

## €2 erindringsmønter
- 50 års jubilæet for Romtraktaten (2007)50 års jubilæet for Romtraktaten (2007)

## Fodnoter
1. ↑  "Antallet af mønter sat i cirkulation". Henning Agt. Arkiveret fra originalen 31. december 2008. Hentet 2008-08-19.